# Justizvollzugsanstalt Bremen
Die Justizvollzugsanstalt Bremen entstand durch die Zusammenlegung mehrerer Gefängnisse im Land Freie Hansestadt Bremen.

## Übersicht
Aktuelle und ehemalige Standorte:
| Bezeichnung                        | Standort                                                     | Eröffnung | Schließung | Plätze | Mitarbeiter | Bemerkungen                                                                      | Bild |
| ---------------------------------- | ------------------------------------------------------------ | --------- | ---------- | ------ | ----------- | -------------------------------------------------------------------------------- | ---- |
| Justizvollzugsanstalt Oslebshausen | Sonnemannstraße 1–7, Bremen (nicht mehr aktuell!)            | 1874      |            |        |             |                                                                                  |      |
|                                    | Am Fuchsberg 3, Bremen (Hauptgebäude, postalische Anschrift) |           |            | 500    | 300         | Geschlossener Erwachsenvollzug, Untersuchungshaft männlich und der Jugendvollzug |      |
|                                    | Am Fuchsberg 5, Bremen                                       | 1978      |            | 100    |             | Offener Vollzug, Frauenvollzug                                                   |      |
|                                    | Nordstraße 12, Bremerhaven                                   | 1916      |            | 101    |             |                                                                                  |      |
| Jugendvollzugsanstalt Blockland    | Carl-Krohne-Straße 31, Bremen                                |           | Ende 2005  |        |             |                                                                                  |      |
| Untersuchungshaftanstalt Bremen    | Ostertorstraße, Bremen                                       |           | 1994       |        |             |                                                                                  |      |
| Jugendarrestanstalt Lesum          |                                                              |           | 1988       |        |             |                                                                                  |      |
| Haftanstalt Bremen-Blumenthal      |                                                              |           |            |        |             | zeitweise                                                                        |      |